# Louis Alfred Briosne
Louis Alfred Briosne, dit Auguste Briosne, né le 1er mars 1825 à Paris et mort 18 juillet 1873 à Levallois-Perret (Seine), est un courtier en lingerie, puis feuillagiste français. Opposant à l'Empire, il subit plusieurs fois arrestations,. Il est élu le 16 avril 1871 conseiller de la Commune de Paris, mais refuse de siéger.

## Biographie
En janvier 1848, il entre au ministère de l'Intérieur et, en mai de l’année suivante, est nommé surnuméraire. Moins d'un an plus tard, le 26 février 1850, il est révoqué, en raison de ses opinions d’avant-garde.
C’est sans doute à cette époque, ou après son mariage, en 1853, qu’il se fait courtier en lingerie.
Il milite activement contre l'Empire et encourt plusieurs condamnations. Arrêté le 17 septembre 1856, il fait cinq mois de prévention à la prison Mazas et est condamné le 6 février 1857 à trois ans de prison. Du 28 février au 12 octobre 1857, il séjourne à Sainte-Pélagie, puis est interné à Poissy.
Aux élections législatives de mai 1869, il est candidat démocrate socialiste.
Il est alors atteint de phtisie, mais ne cesse pas son activité militante.
Selon une pièce saisie chez Louis Redon, communard contumax, arrêté le 15 janvier 1875, il aurait fait pression sur Rochefort, lors de l’enterrement de Victor Noir, le 12 janvier 1870, pour qu’il entraîne la foule sur Paris.
Le 4 septembre 1870, Briosne signe l’appel au peuple allemand rédigé par les délégués de l’Internationale et de la Chambre fédérale des sociétés ouvrières. Briosne fait partie du Comité central républicain des Vingt arrondissements, signe l’Affiche Rouge du 6 janvier 1871 qui demande la levée en masse, appartient au Comité de vigilance du Xe arrondissement et est nommé commandant du 128e bataillon fédéré.
Candidat à la Commune dans le IXe arrondissement, aux élections complémentaires du 16 avril, il est élu mais démissionne, n’ayant pas obtenu un nombre de voix correspondant au huitième des électeurs inscrits (lettre de démission reproduite dans les Procès-verbaux de la Commune de 1871 et dans le Journal Officiel de la Commune du 23 avril 1871),,,.
Il n’est plus mentionné par la suite et meurt deux ans plus tard, le 18 juillet 1873. Sa veuve, le présentant comme une « victime du coup d’État du 2 décembre », demanda une pension, le 12 septembre 1881, son mari, ayant selon elle, consacré sa fortune à la défense de la cause républicaine.

### Notices biographiques
- Bernard Noël, Dictionnaire de la Commune, Coaraze, L'Amourier éditions, coll. « Bio », avril 2021 (1re éd. 1971), 799 p. (ISBN 978-2-36418-060-4, ISSN 2259-6976, présentation en ligne), p. 120-121
- « Notice Briosne Louis, Alfred, dit Auguste, dit, en 1848, Rabussier Louis », sur maitron.fr, Le Maitron, dictionnaire bibliographique du mouvement ouvrier et du mouvement social, Association Les Amis du Maitron (consulté le 17 août 2021)